# Primula deorum
Espèce
Primula deorum est une espèce de plantes à fleurs de la famille des Primulacées.